# Полимеразна верижна реакция
Полимеразната верижна реакция (polymerase chain reaction, PCR) е експериментален метод от молекулярната биология и молекулната диагностика. Реакцията е открита от Кари Мълис. Тя се състои от няколко стъпки, след които броят на началните ДНК молекули е увеличен. Това е необходимо, когато няма на разположение достатъчно ДНК за експерименти и анализ.
Методът се състои в инвитро ензимно умножаване (амплификация) на избран участък от нуклеотидна последователност (ДНК секвенция), ограничен от известни секвенции.
Във всяка амплификационна реакция участват:
- ДНК – матрица за осъществявания процес, получена след топлинна денатурация на специфична ДНК.
- Taq-полимераза – осъществява процеса на копиране на желаната ДНК последователност. За първи път е изолирана от микроорганизма Termophylus aquaticus. Ензимът Taq-полимераза е термично стабилен и запазва своята активност от 45 до 60 минути при 94 °C – т.е. през целия амплификационен процес. Оптималната температура за синтез с Taq-полимеразата е 72 °C.
- Праймери (зародиши) – представляват къси синтетични олигонуклеотиди (14 – 40 нуклеотида), комплементарни на ограничаващите умножаваната последователност участъци. От тях започва синтез на ДНК при всеки нов цикъл на PCR-реакцията. Оптималната концентрация на праймерите в амплификационната реакция е 0,1 – 1 μМ.
- Дезоксирибонуклеотидтрифосфати – дАТФ, дГТФ, дТТФ, дЦТФ – Служат като субстрат за изграждане на новосинтезиращата се верига, като се включват избирателно на принципа на комплементарност. Задължително условие е четирите типа дНТФ да присъстват в еквимоларни количества в реакционната смес. Оптималната концентрация е 20 до 200 μМ за всеки нуклеотид.
- Реакционен буфер – осигурява подходящото pH=8,3 – 9 на средата и необходимите йони за работа на ензима. Включва в състава си 10 – 50 mM Tris-HCl с рН=8,3 – 9; до 50 mM KCl и 0,5 – 5 mM MgCl2. Освен това, може да съдържа и желатин, говежди серумен албумин (BSA), нейонни детергенти (като DMSO – диметил сулфооксид) и други. Компонентите на буфера могат да варират качествено и количествено, в зависимост от изискванията на конкретната Taq-полимераза.

Полимеразната верижна реакция започва с първоначална продължителна денатурация, която цели разделяне на двойната верига на ДНК. Амплифицирането на желания участък се осъществява при условия на многократно повтаряне на серия от цикли с определена температура, всеки от които включва следните три стъпки:
1. Термична денатурация (denaturation)
При 90 до 97 °C се осигурява пълно разделяне на двойноверижната ДНК до едноверижни матрици за амплификация;
2. Хибридизация (отгряване)
Осъществява се между праймерите и комплементарните им участъци от матричната едноверижна ДНК. Температурата на това взаимодействие е строго специфична и се изчислява в зависимост от базовия състав и дължината на използваните праймерни секвенции. Емпирично тя може да бъде изчислена по следната формула:
tCannealing= (A+T)x2+(G+C)x4-5C
3. Синтез (extension)
Синтезиране на нова, комплементарна на матричната ДНК-верига е в посока 5→3. Температурата на този етап се определя от особеностите на използвания ензим и осигурява най-високата активност на ДНК-полимеразата. Обикновено температурата е около 72 °C.

- Крайна фаза

Обикновено след последния цикъл температурата се задържа на 72 °C от 5 до 15 мин. Това се прави с цел завършване на частично елонгираните продукти. След PCR епруветките се съхраняват при -20 °C.